# 2018년 성남 블루팬더스 시즌
2018년 성남 블루팬더스 시즌은 성남 블루팬더스의 창단 후 첫 시즌이다. 2017년에는 임호균 감독이 팀을 맡기로 되어 있었으나 중도 사임하여 창단식을 앞두고 마해영 타격코치가 감독으로 승진했다. 팀은 경기도챌린지리그에 참가하여 3팀 중 2위를 기록해 챔피언 결정전에 진출했으나 2승 3패로 고양 위너스에 패하여 통합 준우승을 기록했다.

## 코치
- 투수코치 : 박명환, 정재복
- 불펜코치 : 정규식
- 트레이닝코치 : 강흠덕
- 실장 : 김준수

## 선수단
- 투수 : 한석훈, 박바로, 곽태용, 황건주, 장효준, 김성찬, 박민준, 심재현, 양종윤, 윤지웅, 임상현, 전경환, 조민우, 홍경모, 임형진, 최성민, 고휘재
- 포수 : 김성민, 정규식
- 내야수 : 김윤범, 박휘연, 김성환, 김우종, 이창명, 조한결, 석다울
- 외야수 : 최준식, 김성훈, 신주영, 양석준, 전다훈, 서대원